# 5. redovita opća skupština Biskupske sinode
Peta redovita opća skupština Biskupske sinode održana je od 26. rujna do 25. listopada 1980. godine. Tema sinode bila je: Zadaće kršćanske obitelji u suvremenom svijetu.
U radu sinode biskupa sudjelovalo je 216 sinodalna oca. Kao predstavnik hrvatskoga episkopata sudjelovao je pomoćni zagrebački biskup Đuro Kokša.
Sinoda je potvrdila stalni katolički nauk o nerazrješivosti ženidbe te ono što je već prethodno bilo rečeno u enciklici Pavla VI. Humanae vitae. Posljednjega dana zasjedanja, 25. listopada, sinodalni oci su poslali poruku o zadaćama kršćanske obitelji u suvremenom svijetu Nos, patres sinodales.
Na poticaj sinode papa Ivan Pavao II. je 9. svibnja 1981. kao zamjenu za dotadašnji Odbor za obitelj, koji je djelovao pri Papinskom vijeću za laike, apostolskim pismom Familia a Deo instituta, osnovao Papinsko vijeće za obitelj. Također, kao plod sinode nastala je apostolska pobudnica Familiaris consortio (1981.).

### Članci
- Vukšić, Tomo. 2006. Teme i način rada generalnih biskupskih sinoda (1967.-2001.). Vrhbosnensia. Univerzitet u Sarajevu – Katolički bogoslovni fakultet. Sarajevo. 10 (1): 49–78